# Jens Pflüger
Jens Pflüger (* 23. April 1985 in Stuttgart) ist ein deutscher Radio- und Fernsehmoderator.

## Leben
Aufgewachsen ist Jens Pflüger in Gerlingen im Landkreis Ludwigsburg. Nach seinem Realschulabschluss 2003 machte er eine Ausbildung zum Bankkaufmann. Gleichzeitig absolvierte er eine Tanzausbildung an der New York City Dance School in Stuttgart und war Mitglied in der Manhattan Dance Company. Nach Abschluss als Bankkaufmann und Bühnentänzer ging Jens Pflüger nach New York City und tanzte dort am Broadway Dance Center. 2008 nahm ihn die Model-Agentur Elite in Hongkong unter Vertrag. Hier arbeitete und lebte er mehrere Monate als Model, bis er wieder zurück nach Deutschland zog.

## Karriere
2010 begann Jens Pflüger sein trimediales Volontariat im Funkhaus Aschaffenburg in Unterfranken. Er moderierte unterschiedliche Radio- und Fernsehformate für Radio Primavera, den bayernweiten Jugendradiosender Radio Galaxy und den Regionalen Fernsehsender main.tv.
2017 wechselte er zum Hessischen Rundfunk; hier ist Jens Pflüger seitdem als Redakteur und On-Air-Reporter für die Sendungen maintower, Hallo Hessen und die Ratgeber tätig.
Außerdem moderiert er die Quiz-Shows Die Jackpot Jäger, Das große Jahresquiz und die Sendung Hessens schönste Kleingärten. Als Vertretung übernahm er auch die Moderation für die Sendung Hessen Tipp. 2018 war Pflüger im Promi-Rateteam in der Sendung Dings vom Dach mit Lutz van der Horst und Susanne Pätzold. Seit 2021 gehört Jens Pflüger fest zum Moderationsteam von Hallo Hessen.
Er spielte 2007 die Hauptrolle in dem Film „Abgedreht in Stuttgart“, 2008 die Hauptrolle in dem Film „Wachgeküsst in Stuttgart“ und 2012 die Hauptrolle in dem Film „Mord unter Franken“ (TV-Krimi).

## Auszeichnungen
- 2015 BLM Telly Kategorie: beste Werbung und Promotion
- 2017 hr Fernsehpreis Kategorie: beste Unterhaltung